# Piotr Potocki (zm. po 1800)
Piotr Potocki herbu Pilawa (zm. po 1800 roku) – kasztelan lubelski w latach 1791–1794, zwolennik konstytucji 3 maja, generał major ziemiański województwa lubelskiego, pełnomocnik Rady Najwyższej Narodowej w województwie lubelskim, radca Wydziału Skarbowego Rady Zastępczej Tymczasowej w insurekcji kościuszkowskiej, marszałek sandomierski w konfederacji barskiej, starosta babimojski.
W czasie bezkrólewia w 1764 roku był organizatorem zawiązanej w Haliczu rekonfederacji przeciwko generalnej konfederacji warszawskiej Czartoryskich. Dostał się do niewoli rosyjskiej. Wyszedł z niej, po złożeniu rewersu na ręce Nikołaja Repnina. W połowie czerwca 1768 roku brał udział w Kolbuszowej i Rzeszowie w naradach, w pracach przygotowawczych konfederacji barskiej. W 1768 roku wszedł w skład czteroosobowej rady, która kierowała obroną Krakowa przed wojskami rosyjskimi. Po kapitulacji miasta dostał się do rosyjskiej niewoli a wszystkie jego dobra zostały zrabowane. Przetransportowany do Kijowa, wiosną 1769 roku został zesłany do Kazania. 1 lutego 1774 roku opuścił Kazań.
Poseł województwa inflanckiego na Sejm Czteroletni w 1788 roku.
Był członkiem konfederacji Sejmu Czteroletniego. 2 maja 1791 roku podpisał asekurację, w której zobowiązał się do popierania projektu Ustawy Rządowej. W 1791 roku wybrany z Senatu na asesora Asesorii Koronnej. Był przewodniczącym Komisji Porządkowej Cywilno-Wojskowej województwa lubelskiego w 1792 roku. We wrześniu 1792 roku złożył akces i przysięgę wierności konfederacji targowickiej. Powołany przez Generalność do Sądu Asesorskiego.
W 1791 roku został kawalerem Orderu Świętego Stanisława. Odznaczony Orderem Orła Białego 24 marca 1792 roku. 